# Бюльбюль цитриновий
Бюльбю́ль цитриновий (Brachypodius nieuwenhuisii) — вид горобцеподібних птахів родини бюльбюлевих (Pycnonotidae). Цей рідкісний вид мешкає в Південно-Східній Азії. Він названий на честь голландського мандрівника і дослідника Антона Віллєма Нювенхейса.

## Підвиди
Виділяють два підвиди:
- B. n. inexspectatus (Chasen, 1939) — Суматра;
- B. n. nieuwenhuisii (Finsch, 1901) — Калімантан.

## Поширення і екологія
Цитринові бюльбюлі є дуже рідкісними і відомі лише за двома зразками, один з яких був зібраний в 1900 році на Калімантані, а другий у 1937 році на Суматрі. Деякі дослідники вважають, що цитриновий бюльбюль є насправді гібридом між чорноголовим бюльбюлем і сірочеревим бюльбюлем або іншим спорідненим видом. В 1992 році в заповіднику Бату Алой дослідники спостерігали п'ять цитринових бюльбюлів. Імовірно, цитринові бюльбюлі живуть у вологих тропічних лісах і чагарникових заростях.